# 定時器

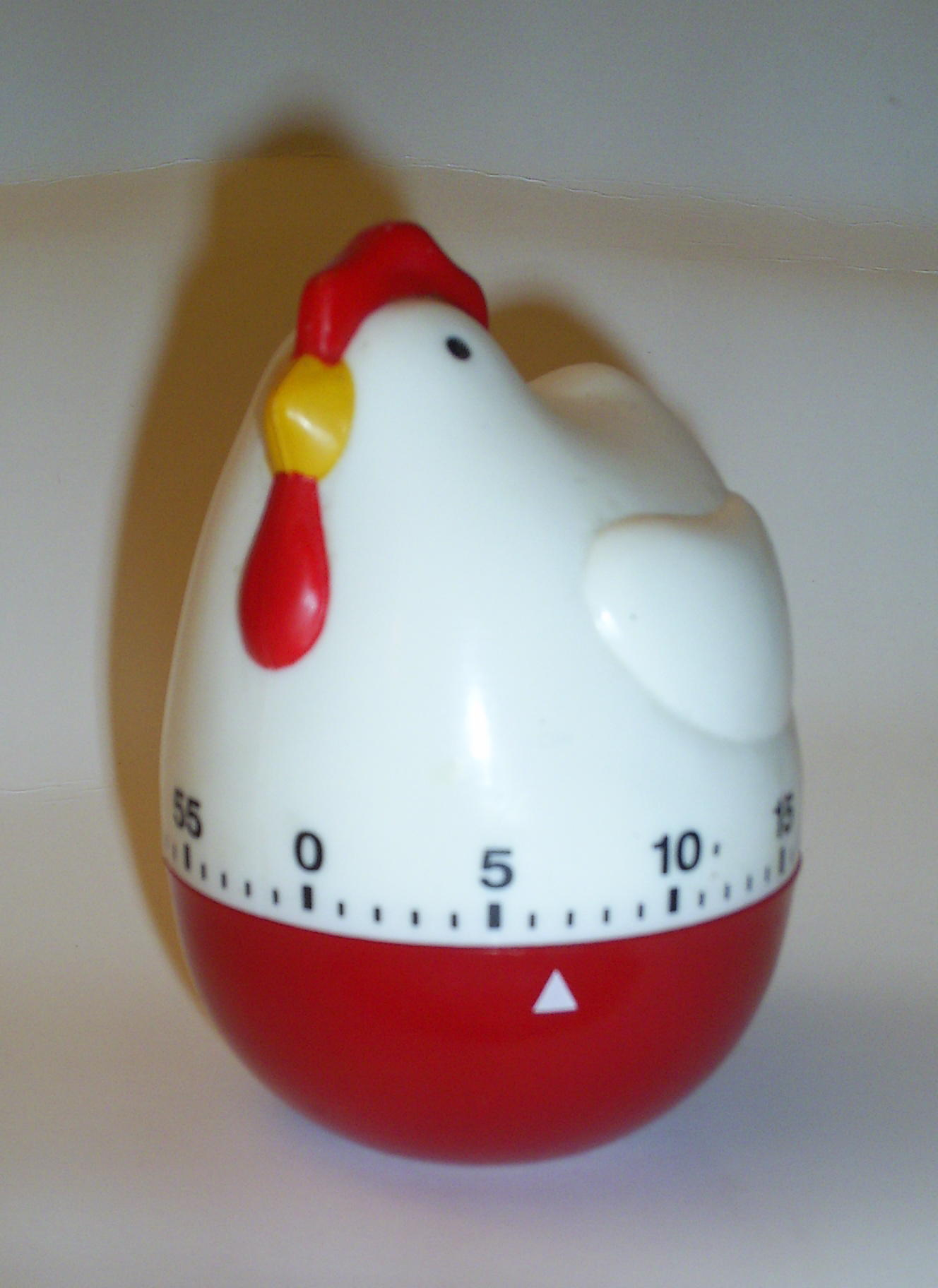
廚房定時器

定時器（timer）是一種測量時間間隔的特殊類型時鐘，它從指定的時間段開始，並在達到 00:00 時停止。它通常也可以在整個時間段結束之前手動停止。沙漏就是一個簡單的計時器範例。定時器發出提示的聲音代表時間間隔已到。 定時器有兩大類：硬體和軟體定時器。秒錶以相反的方向運行，從 00:00 開始向上計時，測量自給定時間點以來經過的時間。 定時開關是控制電子開關的定時器。

## 硬體定時器

### 機械計時器

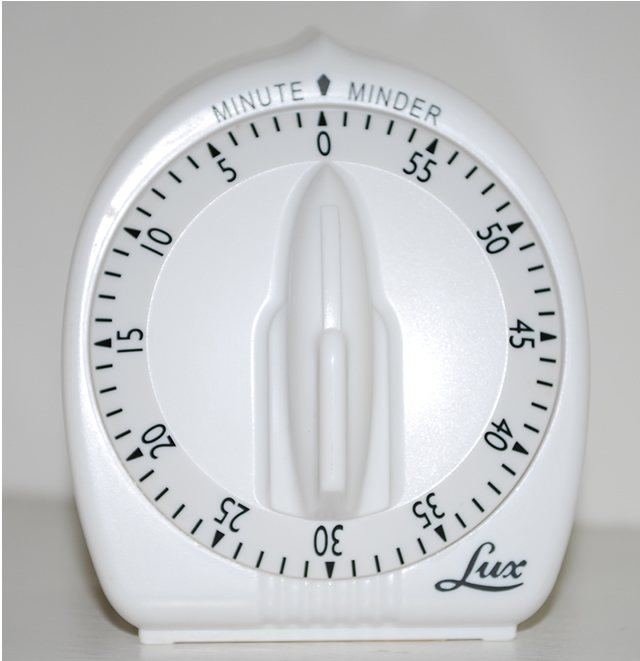
典型的機械定時器

機械計時器使用鐘錶來測量時間。手動計時器通常透過旋轉錶盤來設定所需的時間間隔，旋轉錶盤會將能量儲存在發條中，從而驅動裝置運作。它們的工作原理類似於機械鬧鐘，發條中的能量使擺輪來迴旋轉。擺輪的每次擺動都會釋放齒輪系，使其向前移動一小段固定的距離，從而使錶盤穩定地向後移動，直到槓桿臂敲響鈴鐺時歸零。
機械定時器的最簡單和最古老的類型是沙漏 ，其中砂通過一個狹窄的開口從一個室到另一個固定量以測量的時間間隔。

### 工業用定時器

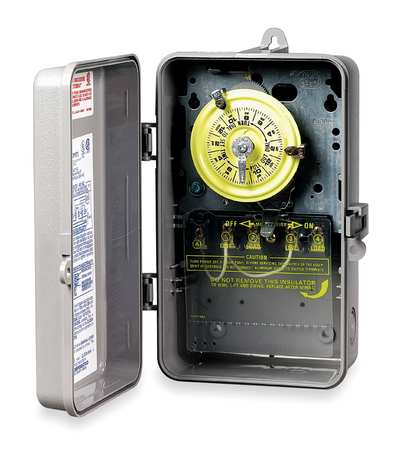
工業用定時器

短週期雙金屬機電定時器採用熱機制，其金屬指狀物由兩種熱膨脹率不同的金屬條夾在一起製成，鋼和青銅是常見的材質。電流流經此指狀物時，金屬條會發熱，一側的膨脹小於另一側，指狀物末端的電觸點會移離或移向電開關接點。這種類型的定時器最常見的用途是用於汽車方向燈，有時也用於聖誕彩燈。這是一種非電子型的多諧振盪器。
機電凸輪定時器使用小型同步交流電機，使凸輪與開關觸點組合件接觸。交流電機透過交流電以精確的速率旋轉，該速率由電力公司精心調節。齒輪以所需的速率驅動軸，並旋轉凸輪。這種定時器目前最常見的應用是洗衣機、烘乾機和洗碗機。這類定時器通常在齒輪系和凸輪之間有一個摩擦離合器，以便可以旋轉凸輪來重置時間。
機電定時器在這些應用中仍然存在，因為機械開關觸點可能仍然比控制強光燈、電動馬達和加熱器所需的半導體裝置便宜。
過去，這些機電定時器通常與繼電器組合，構成機電控制器。機電定時器在1950年代和1960年代達到了發展的頂峰，因其在航空航天和武器系統中的廣泛應用。可程式機電定時器控制著早期火箭和彈道飛彈的發射順序。隨著數位電子技術的進步和價格的下降，電子定時器的優勢日益凸顯。
電子計時器本質上是帶有特殊電子元件的石英鐘，其精度高於機械計時器。它們採用數位電子元件，但可能配有類比或數位顯示器。積體電路使得數位邏輯電路成本低廉，以至於電子計時器現在比許多機械和機電計時器更便宜。單一計時器由一個簡單的單晶片計算機系統實現，類似於手錶，通常採用相同的量產技術。
如今，許多定時器都是用軟體實現的。現代控制器使用可程式邏輯控制器（PLC），而不是一個裝滿機電部件的盒子。其邏輯通常被設計成繼電器的形式，使用稱為梯形邏輯的特殊電腦語言。在 PLC 中，定時器通常由控制器內建的軟體模擬。每個定時器只是軟體維護的表中的一個條目。
電腦系統通常至少有一個硬體計時器。這些計時器通常是數位計數器，以固定頻率遞增或遞減，該頻率通常可配置，並且在達到零時中斷處理器。另一種設計是使用字長足夠大的計數器，使其在系統壽命結束之前不會達到溢出極限。
更複雜的定時器可能具有比較邏輯，用於將定時器值與軟體設定的特定值進行比較，當定時器值與預設值相符時，觸發某些操作。例如，這可以用於測量事件或產生脈衝寬度調變波形來控制馬達的速度（使用D類數位電子放大器）。
硬體計時器在電腦系統中的一個專業用途是作為看門狗計時器，其設計目的是在軟體故障時執行系統的硬體重置。

## 工作計時器
任務計時器曾用於測量行動持續時間，或用於倒數計時完成任務的最後期限。一些航太機構也曾使用過此類設備。
第二次世界大戰期間，精準度和計時對眾多軍事行動的成功至關重要。這種必要性催生了專用任務計時器的發展，這些計時器本質上是專為軍事用途設計的高精度計時碼表。這些任務計時器在協調攻擊、導航以及軍事行動的其他關鍵方面發揮關鍵作用。
用作相機和轟炸機計時器，用於精確投彈和攝影計時。
任務計時器通常採用堅固耐用的設計，可承受惡劣的戰爭條件，並能精確測量短時間，這對於轟炸或潛艇潛水等任務至關重要。計時器的表面通常很大且標記清晰，方便操作員在低光源條件下快速讀取。任務計時器的功能不僅限於計時；它們還可以幫助計算速度、距離和燃料消耗。透過實現精確計時，這些設備可確保在盟軍之間以更高程度的協調和同步執行複雜的機動。本質上，任務計時器不僅是計時工具，也是戰爭時期對軍事行動戰略效能做出重大貢獻的工具。

## 軟體定時器

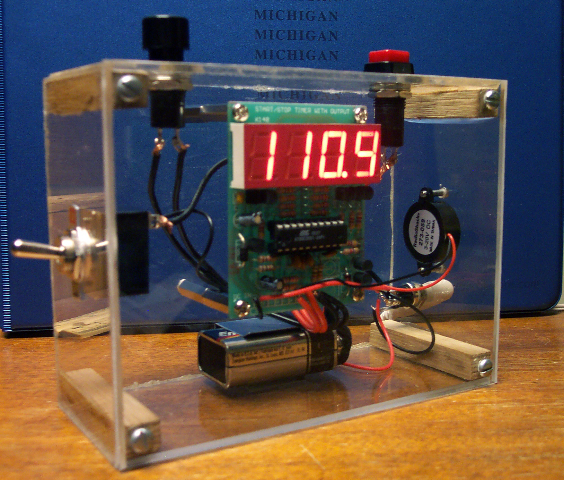
可見的一個簡單的數字計時器。內部組件，其中包括與控制芯片和LED顯示一個電池，和一個在電路板上的蜂鳴器。

這些類型的定時器；它們只存在程式代碼。它們依靠的準確性石英晶體諧振器運行該軟體的硬體設備。

### 軟體應用
現在，當人們在使用越來越多的行動電話，也有模仿舊機械計時器，但其具有還高度複雜的功能的定時器的應用程序。這些應用程序也更容易每天使用，因為它們可以無需購買或攜帶單獨的設備，今天定時器僅僅是一個手機或平板電腦的應用軟體。烹調時有些應用程序是倒數計時器、秒錶計時器，等等。
應用程序可能優於沙漏或機械計時器。 沙漏不是很準確、清晰，而且可能會堵塞。 機械計時器缺乏應用程式的支持，諸如音量調節的個性化需求。大多數應用程式也將提供可選的報警聲。 

## 另請參見
- 蠟燭、倒數計時、滴灌、沙漏、水鐘
- 定時開關
- 計時器
- 可程式化計時器

## 外部連結
- NIST Recommended Practice Guide: Special Publication 960-12 Stopwatch and Timer Calibrations（页面存档备份，存于）